# 최희남
최희남(崔熙南, 일본식 이름: 宮本吉雄, ? ~ ?)은 일제강점기와 대한민국의 지휘자 겸 바리톤 성악가이다.

## 주요 경력
1936년 3월 일본 도쿄 제국음악학교 성악과를 졸업했으며, 같은 해 3월 말 조선으로 귀국한 뒤부터 조선음악가협회 회원으로 활동했다. 1938년 7월 조선총독부가 내선일체 정책의 일환으로 조선음악가협회를 해산한 뒤 새로 조직한 음악 단체인 경성음악협회 창립을 주도하는 한편, 조선음악협회 양악부 성악과원으로 활동했다. 1940년 1월부터 1945년 8월까지 경성부 종교(宗橋)감리교회에서 성가대 지휘를 맡았다.
1941년 6월 4일에 열린 음악보국주간대연주회 제1부 행사에서 6중창으로 출연했고, 1942년 5월 6일 일본의 테너 성악가 히라마 분쥬(平間文受)의 문하생들이 경성부 부민관에서 가진 발표회에서 종교성가대 지휘를 담당했다. 1942년 12월 20일에 열린 경성부민음악감상회 제1부 행사에서 경성합창단이 부른 혼성합창곡인 《대일본의 노래》, 《아침》, 《일본조곡》을 지휘했다.
1943년 3월 20일 국민총력조선연맹과 조선음악협회 공동 주최로 열린 전의양양 국민대합창음악회에 출연하여 국민개창운동을 지도하는 한편, 국민개창운동 지도곡인 《아시아의 힘》, 《십억의 진군》을 제창했다. 1943년 4월 24일 창경원(현재의 창경궁)에서 국민총력조선연맹 주최로 열린 국민합창야외대음악회에서 《아시아의 힘》(고종익 독창, 경성혼성합창단 공동 합창)을 지휘했다.
1943년 9월부터 1943년 10월까지 국민총력조선연맹과 조선음악협회가 공동으로 주최한 제2차 국민개창운동에 동참하는 한편, 평안북도 평양(9월 27일)과 안주(9월 28일), 정주(9월 29일), 선천(9월 30일), 신의주(10월 1일)를 순회하면서 국민개창운동을 진행했다. 1945년 5월 6일 경성방송국에 출연하여 일본 국민가요 가창을 지도했으며, 이러한 경력으로 인해 민족문제연구소의 친일인명사전 수록자 명단의 문화/예술 부문에 포함되었다.
광복 이후인 1945년 8월에 결성된 조선문화건설중앙협의회에서 성악부 위원으로 활동했으며, 1945년 10월 27일 서울합창단을 창립한 뒤부터 지휘자로 활동했다. 1946년 3월 21일 조선음악가협회 중앙위원회 위원으로 선임되었고, 1948년 12월 27일부터 12월 28일까지 열린 민족정신양양 전국문화인 총궐기대회에 초청된 500명 가운데 음악인 대표의 일원으로 참석했다. 1950년 2월 서울오페라단 대표로 선임되었으며, 한국 전쟁 이후의 행적에 대해서는 거의 알려져 있지 않다.

## 참고자료
- 민족문제연구소 (2009). 〈최희남〉. 《친일인명사전 3 (ㅇ ~ ㅎ)》. 서울. 816 ~ 818쪽.